# El Tarascón
El Tarascón är en ort i Mexiko.   Den ligger i kommunen Salvador Escalante och delstaten Michoacán de Ocampo, i den södra delen av landet, 280 km väster om huvudstaden Mexico City. El Tarascón ligger 1 889 meter över havet och antalet invånare är 478.
Terrängen runt El Tarascón är lite bergig. Runt El Tarascón är det ganska tätbefolkat, med 78 invånare per kvadratkilometer. Närmaste större samhälle är Tingambato, 7,8 km norr om El Tarascón. I omgivningarna runt El Tarascón växer huvudsakligen savannskog.